# Halodiplosis salsae
Halodiplosis salsae är en tvåvingeart som först beskrevs av Marikovskij 1955.  Halodiplosis salsae ingår i släktet Halodiplosis och familjen gallmyggor.
Artens utbredningsområde är Kazakstan. Inga underarter finns listade i Catalogue of Life.